# Plage de la Cèpe
La plage de la Cèpe est une des principales plages de Ronce-les-Bains, dans la commune de La Tremblade, en Charente-Maritime.
Comprise entre l’embouchure de la Seudre et les plages du Galon d’Or et de l’Embellie, elle s’ouvre sur le pertuis de Maumusson, dont elle est protégée des forts courants par des bancs de sable et la pointe du Galon d'Or.
Plage la plus septentrionale de la presqu'île d'Arvert et du Royannais, elle fait directement face à la côte sud de l'île d'Oléron.

## Présentation
La plage de la Cèpe, entièrement couverte de sable blond extrêmement fin, présente un aspect atypique à plus d’un titre. À la fois urbaine et sauvage, elle s’étend depuis l’estacade de la place Brochard, épicentre de la vie ronçoise, avec ses commerces et sa fête foraine (en haute saison) jusqu’à la lisière de la forêt domaniale de la Coubre, pinède comptant parmi les plus importantes forêts du nord de la région Nouvelle-Aquitaine (8000 hectares).
Son visage change également en fonction de la marée : à marée basse, elle laisse apparaître un vaste estran vaseux, peu propice à la baignade, alors qu’à marée haute, la mer, peu profonde, est sensiblement plus chaude que les autres plages des environs. Plage familiale en raison du peu de courants (phénomène dû à la présence de bancs de sable qui la protègent de la houle) au contraire des plages de la côte sauvage toute proche, elle ne dispose cependant que de peu d’équipements, sinon un club de plage et une buvette ; la baignade n’est pas surveillée et il n’existe pas de douches a proximité.
Son accès est aisé, à pied depuis la place Brochard ou les différentes allées rayonnant depuis la rue Gabrielle (principal axe piétonnier de Ronce-les-Bains), en voiture grâce au parking du casino ou celui de l’avenue de la Cèpe, ou encore grâce aux transports urbains de l’agglomération royannaise (Cara'Bus, arrêt « Casino » à environ 400 mètres de la place Brochard).